# Race for Glory: Audi vs. Lancia
Pour plus de détails, voir Fiche technique et Distribution.
Race for Glory: Audi vs. Lancia est un film italo-franco-britannique réalisé par Stefano Mordini et sorti en 2024. Il revient sur la rivalité entre les constructeurs automobiles Audi et Lancia lors du championnat du monde des rallyes 1983, disputé avec les voitures de catégorie groupe B.

## Synopsis

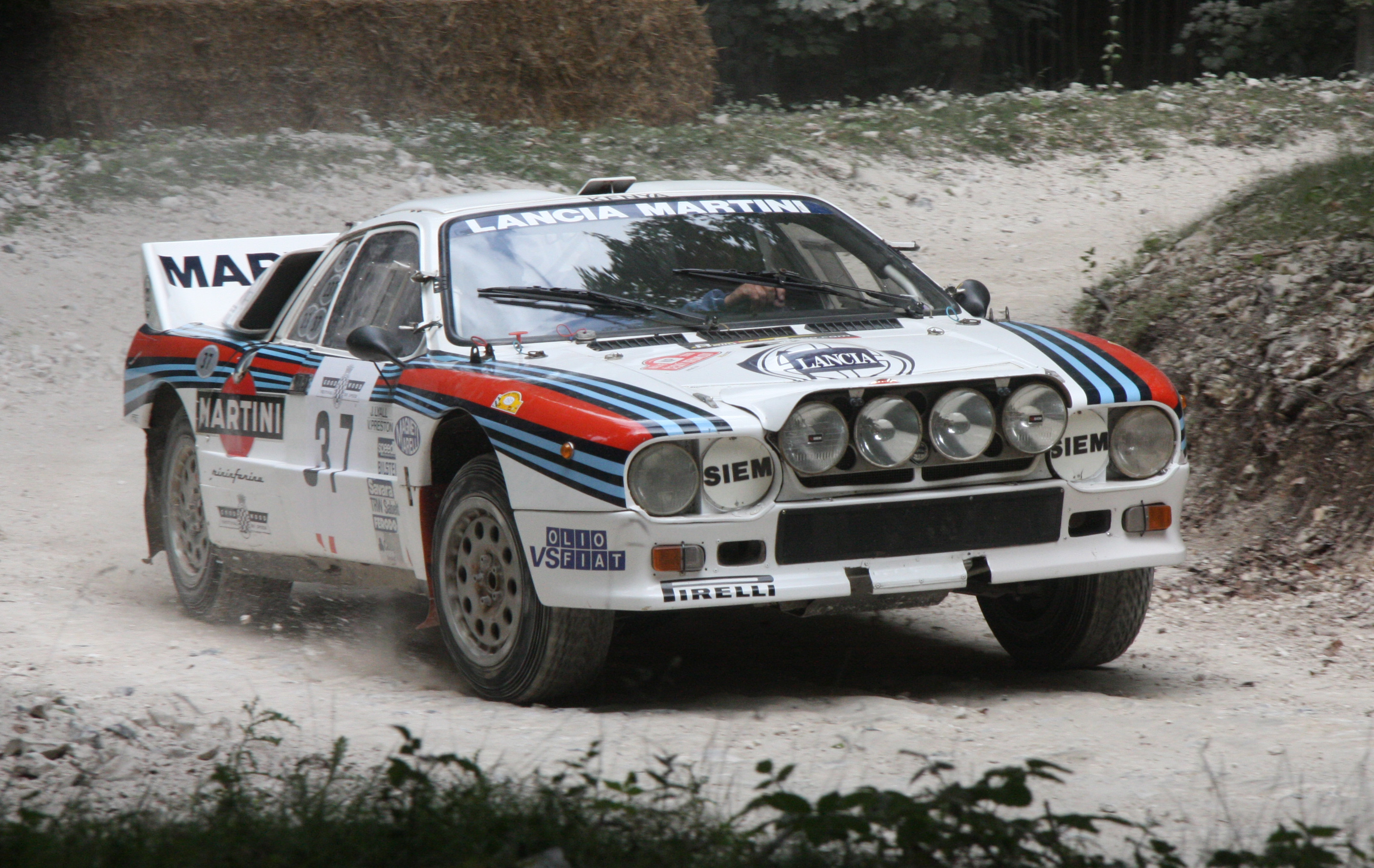
Une Lancia Rally 037

En 1983, Audi et Lancia participent aux championnat du monde des rallyes, discipline attirant les constructeurs automobiles en raison de son impact commercial. L'écurie allemande est la grande favorite avec l'Audi Quattro, jugée révolutionnaire grâce à ses quatre roues motrices. L'écurie est dirigée par l'ingénieur Roland Gumpert (en). Son homologue de chez Lancia, Cesare Fiorio, sent qu'il doit gagner car ses supérieurs commencent à s'impatienter. Lancia et le groupe Fiat veulent absolument remporter le titre constructeurs, malgré des moyens bien plus faibles qu'Audi. Fiorio pense tout de même pouvoir rivaliser avec la marque allemande, même si Lancia ne développe pas une quatre roues motrices (la marque italienne développe alors la Lancia Rally 037). Il veut confier le volant d'une des voitures au pilote allemand Walter Röhrl, sacré champion du monde la saison précédente. Mais ce dernier, lassé de la célébrité et des victoires, ne semble pas très motivé. Il accepte finalement la proposition à condition de ne participer qu'à une saison partielle. Il avertit aussi Cesare Fiorio que la 037 serait trop dangereuse sur les rallyes sur neige car selon lui, elle est trop légère et fragile.
La saison commence par le Rallye Monte-Carlo. Avec son copilote Christian Geistdörfer, Walter Röhrl remporte la course. Audi est totalement battu car Lancia signe un doublé. Roland Gumpert tente de faire annuler la victoire de l'équipe italienne car au cours du rallye, Cesare Florio a fait saler les spéciales, de sorte à avantager les 037, ces dernières étant en difficulté sur la neige par rapport aux Audi. Son recours est cependant rejeté par les instances. Lors de la soirée de fin de rallye à Monaco, Fiorio fait la connaissance de Jane McCoy, spécialiste en diététique et fille d'un pilote britannique, décédé en plein rallye. Il lui demande de rejoindre Lancia pour améliorer les performances des pilotes et des autres membres de l'équipe.
La course suivante est le Rallye de Suède. Comme prévu, Walter Rhörl refuse d'y participer. Cesare Fiorio décide alors que toute l'équipe fera l'impasse sur ce déplacement, qui ne compte pas pour le classement des constructeurs, pour faire des économies et améliorer davantage la 037. La course est remportée haut la main par Hannu Mikkola et son Audi Quattro A1. Alors que la pression en interne se fait de plus en plus forte, Fiorio espère relancer Lancia lors du rallye du Portugal mais Walter Rhörl ne finit que troisième, derrière deux Audi. Lancia parvient à renouer avec la victoire au Tour de Corse. Walter Rhörl remporte ensuite le Rallye de Grèce. Avant le Rallye de Finlande, Lancia est en tête du classement constructeurs devant Audi. Après s'être brouillé avec Cesare Fiorio, Walter Rhörl quitte l'équipe. La pression est alors sur Udo Kurt, jeune pilote de l'équipe italienne. Celui-ci est cependant victime d'une terrible sortie de route au cours de l'épreuve nordique et sa voiture s'enflamme. Si son copilote s'en sort plutôt bien, Udo Kurt est gravement touché et se retrouve dans le coma.
Le titre constructeurs va se jouer lors du Rallye Sanremo. Walter Rhörl fait alors son retour chez Lancia. Grâce à la réactivité des mécaniciens et aux consignes de Cesare Fiorio, la voiture de Rhörl est réparée juste avant le départ d'une spéciale. Alors que l'Audi de Mikkola abandonne, Walter Rhörl laisse passer en tête son coéquipier Markku Alén, car il préfère finir deuxième. Ce classement assure à Lancia le titre constructeurs, au grand dam de Roland Gumpert. Le titre pilotes est cependant remporté par Hannu Mikkola, sur Audi.
Cesare Fiorio a réussi son pari de battre Audi avec une voiture à deux roues motrices. La Lancia 037 sera la dernière voiture avec ce type de transmission à remporter le titre constructeurs.

## Fiche technique
Sauf indication contraire, les informations mentionnées dans cette section peuvent être confirmées par les bases de données cinématographiques IMDb et Allociné,  présentes dans la section « Liens externes ».
- Titre original : Race for Glory: Audi vs. Lancia[1]
- Titre de travail : 2 Win
- Réalisation : Stefano Mordini
- Scénario : Filippo Bologna, Stefano Mordini et Riccardo Scamarcio
- Photographie : Luigi Martinucci
- Montage : Massimo Fiocchi et Davide Minotti
- Costumes : Grazia Materia
- Production : Riccardo Scamarcio et Jeremy Thomas
  - Coproduction : Victor Hadida
- Sociétés de production : Lebowski, Recorded Picture Company, HanWay Films, Metropolitan Films et Davis Films
- Sociétés de distribution : RAI (Italie), Metropolitan Filmexport (France)
- Pays de production :  Italie,  France et  Royaume-Uni
- Langues originales : anglais, italien, allemand, français et grec
- Format : couleur - 2,39:1 - Dolby Digital
- Genre : drame, biopic
- Durée : 109 minutes
- Date de sortie[2] : 
  - États-Unis : 5 janvier 2024
  - Canada : 5 janvier 2024 (vidéo à la demande)
  - Royaume-Uni : 5 février 2024
  - France : 7 février 2024
  - Italie : 29 février 2024

## Distribution
Sauf indication contraire, les informations mentionnées dans cette section peuvent être confirmées par les bases de données cinématographiques IMDb et Allociné,  présentes dans la section « Liens externes ».
- Riccardo Scamarcio (VF : Alexis Victor ; VQ : Antoine Tomé) : Cesare Fiorio
- Daniel Brühl (VF : Jochen Hägele ; VQ : Renaud Heine) : Roland Gumpert (en)
- Volker Bruch (VF : Sébastien Baulain) : Walter Röhrl
- Katie Clarkson-Hill (en) : Jane McCoy
- Esther Garrel (VF : elle-même) : Michèle Mouton
- Gianmaria Martini : Hannu Mikkola
- Haley Bennett : la journaliste
- Enrico Oldrati (VF : Cyril Descours) : Christian Geistdörfer
- Simone Goldoni : Markku Alén
- Rosario Terranova : Ilkka Kivimäki
- Gian Marco Genre : Arne Hertz
- Rebecca Busi (en) : Fabrizia Pons
- Andrea Crugnola : Stig Blomqvist
- Giulio Brizzi : Udo Kurt
- Vassilij Gianmaria Mangheras : Adartico Vudafieri
- Samuele Gialli : Luigi Pirollo (it)
- Luca Schettini : Björn Cederberg
- Carlotta Verny (VF : Camille Ravel) : Monika Röhrl
- Axel Gallois : l'inspecteur français Dupont
- Hervé Ducroux : l'inspecteur Martin
- Beppe Rosso : le chef Lamberto
  - VF dirigée par Edgar Givry chez Dubbing Brothers.[réf. nécessaire]

## Production

### Genèse et développement
Le projet démarre lorsque l'acteur Riccardo Scamarcio rencontre l'ancien directeur sportif de Lancia, Cesare Fiorio, qui lui raconte notamment l'intense rivalité avec Audi en 1983. L'acteur déclarera par la suite : « C’est une histoire formidable. Une toute petite équipe, sans grands moyens, bat une grosse entreprise qui détient l’argent et la supériorité technologique. Et celle-ci perd parce que ce qui compte avant tout, ce sont les liens d’amitié, l’humanité, la sensibilité. C’est le cœur du film. »
Le film, initialement intitulé 2 Win, est produit par Jeremy Thomas et Riccardo Scamarcio. La société Lebowski finance le film avec l'aide de Recorded Picture Company et Metropolitan Films et sa filiale Davis Films. Le groupe audiovisuel italien de la RAI participe à la distribution. HanWay Films se charge des ventes internationales. Le film est présenté aux acheteurs lors du marché du film de Cannes.
En décembre 2023, le film est rebaptisé Race for Glory: Audi vs. Lancia.

### Tournage
Le tournage a lieu en Italie (Turin, Sanremo, Rome) et à Athènes.

## Sortie et accueil

### Critique
Sur le site d'agrégation de critiques américain Rotten Tomatoes, le film obtient 55% d'avis favorables, pour 11 critiques et une note moyenne de 5,4⁄10. Sur le site Metacritic, qui utilise une moyenne pondérée, le film obtient la note de 51⁄100.
En France, le film reçoit aussi des avis mitigés. Le site Allociné propose une note moyenne de 2⁄5 basée sur l'interprétation de 12 critiques de presse. Xavier Leherpeur écrit une critique positive dans L'Obs : « De cette compétition véridique, le cinéaste transalpin tire d’abord une savoureuse tragi-comédie pince-sans-rire sur fond de rivalité phallique. En revanche, la seconde moitié, plus « mécanique » dans tous les sens du terme, risque de dérouter les néophytes. » Dans Le Figaro, Valérie Beck souligne la performance de Riccardo Scamarcio mais remarque que le film « traîne en longueur et tourne un peu en rond, faute de véritable enjeu dramatique ».
Du côté des avis négatifs, Hélène Marzolf de Télérama écrit notamment « Pas besoin d’être accro aux bagnoles pour apprécier le spectacle ». Dans Le Journal du dimanche,  Stéphanie Belpêche compare le film à Rush (2013) et à Le Mans 66 : « Stefano Mordini ne supporte pas la comparaison avec sa mise en scène sans relief, son scénario confus et son rythme en dents de scie ». Renaud Baronian du Parisien déplore un film « mal écrit, mal réalisé, pas très bien joué, plutôt mou » et écrit qu'il « a également le défaut de focaliser sur un micro-évènement, cette rivalité très éphémère remportée une année presque par miracle par Lancia ». Dans Les Fiches du cinéma, Thomas Fouet écrit « Guère passionnant, le film échoue à se fixer un projet de mise en scène, autant qu’à justifier ses choix de récit ». Camille Nevers de Libération écrit quant à elle « Sans rythme ni prise de risques, le film de Stefano Mordini sur une rivalité entre écuries lors du championnat du monde des rallyes de 1983 se regarde comme une pub particulièrement fade ». Dans Première, Thierry Chèze y voit « 93 minutes d’un ennui abyssal ».

## Commentaire
Le personnage de la nutritionniste Jane McCoy et le jeune pilote Ugo Kurt sont des personnages fictifs, créés pour les besoins de l'intrigue,. Par ailleurs, certains rallyes de la saison ne sont pas du tout mentionnés (Rallye Safari au Kenya, Rallye de Nouvelle-Zélande, Rallye d'Argentine, Rallye de Côte d'Ivoire et Rallye de Grande-Bretagne).